# غاز سرخاکستری

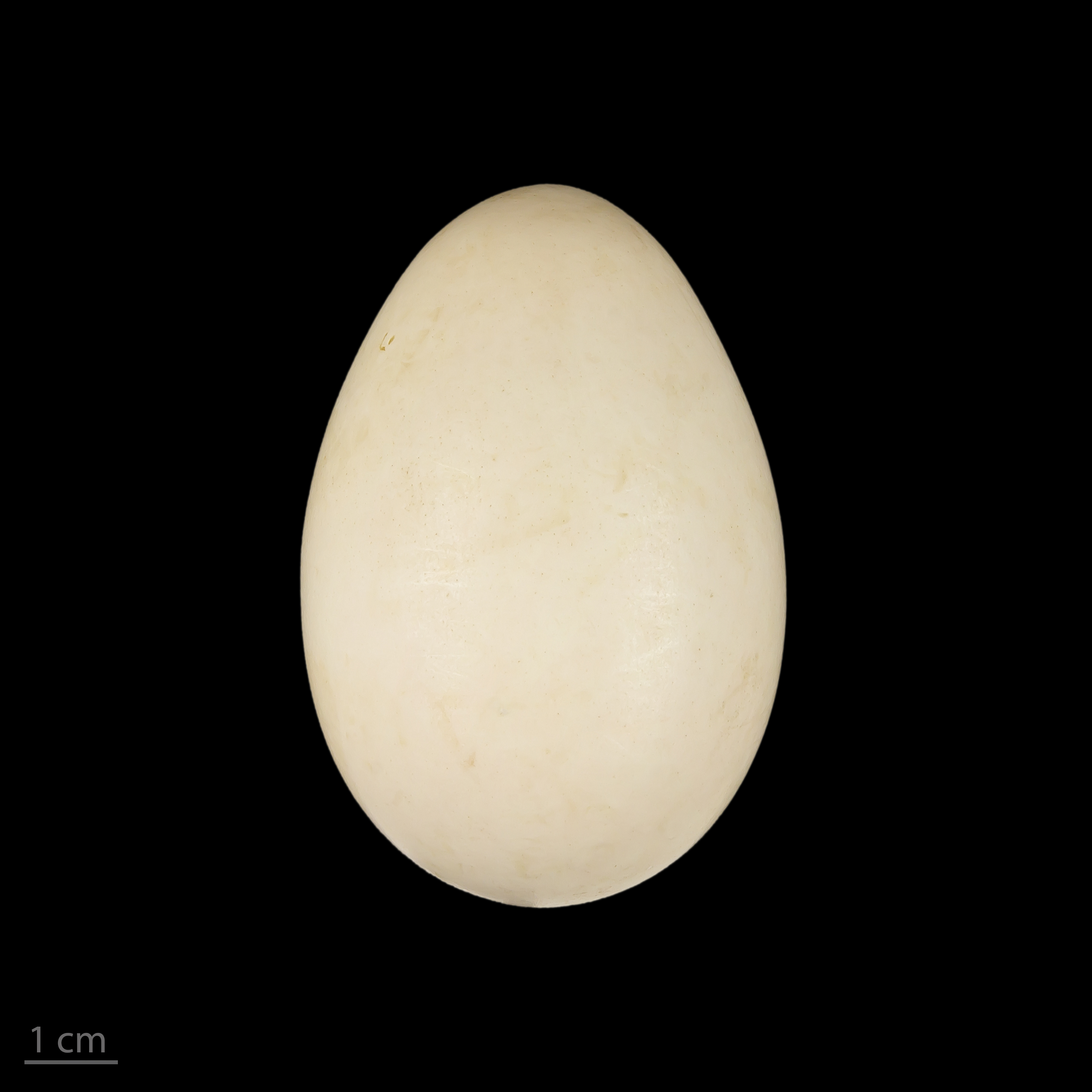
Chloephaga poliocephala

غاز سرخاکستری (نام علمی: Chloephaga poliocephala) نام یک گونه از زیرخانواده تنجه‌ایان است. این گونه از غازها در آمریکای جنوبی یافت می‌شود. لانه سازی این پرنده بر روی زمین و در میان علف‌ها صورت می‌گیرد، و ۴–۶ تخم می‌گذارد. غاز سرخاکستری بدنی به طول ۵۰–۵۵ با سینه سیاه متمایل به قهوه‌ای، گردن بلوطی رنگ و پهلوهایی با راه راه‌هایی به رنگ سیاه و سفید دارد.